# Rue de la Paix

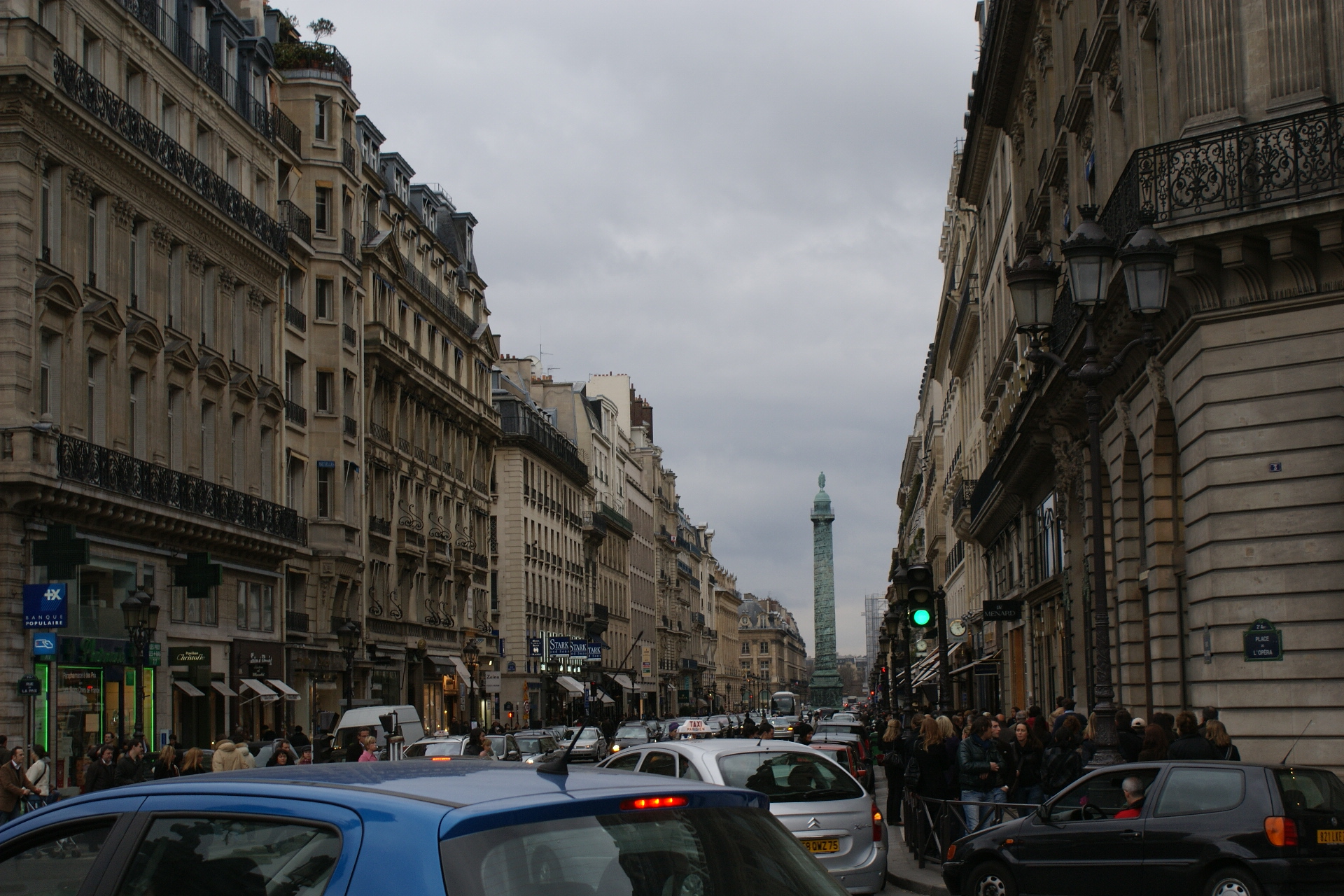
Rue de la Paix vista da Place de l'Ópera

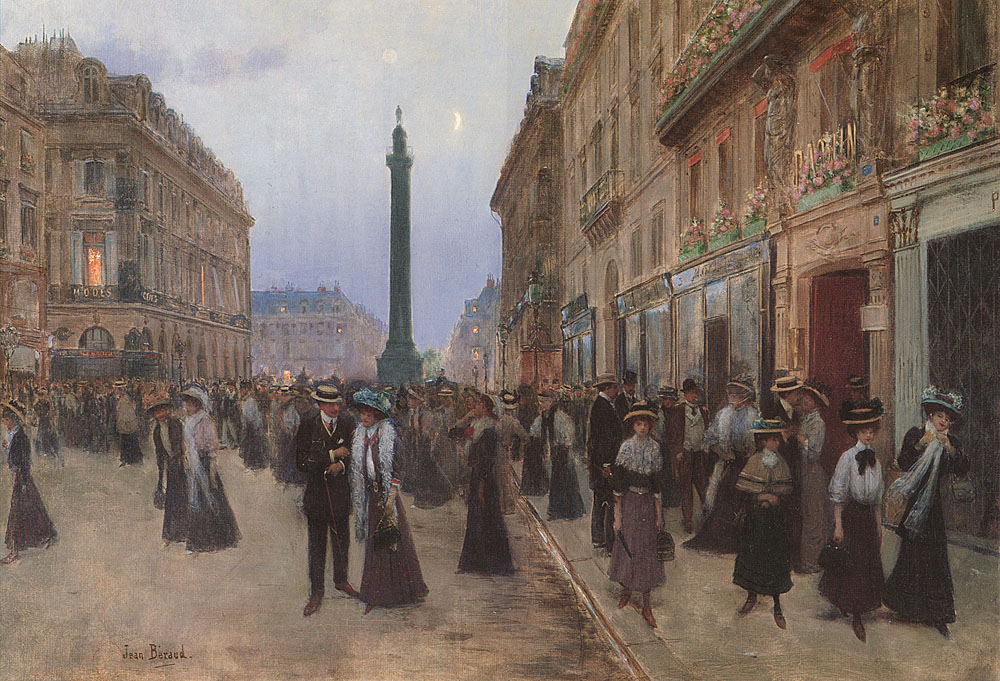
Rue de la Paix by Jean Béraud

A rue de la Paix (pronúncia em francês: [ʁy də la pɛ]) é uma rua comercial elegante do centro de Paris.  Localizada no 2.º arrondissement de Paris, começando, a sul, na Place Vendôme e terminando na Opéra Garnier, é famosa pelos seus joalheiros, tal como a loja aberta por Cartier em 1898. Charles Frederick Worth foi o primeiro a abrir uma loja de moda na rue de la Paix. A arquitetura de muitos dos edifícios da rua foi inspirada nos hotéis da Place Vendôme.